# 2022年亞洲運動會角力比賽
2022年亞洲運動會角力比賽，是因2019冠状病毒病疫情而延期至2023年进行的第十九屆亞洲運動會的其中一項競賽項目，共產生18面金牌；賽事於2023年10月4日至10月7日在中國杭州的临安体育文化会展中心体育馆舉行。

## 赛程
以下是摔跤项目的比赛赛程：
| P | 淘汰赛、复活赛 | F | 决赛 |

| 日期→项目↓          | 2023年10月 | 2023年10月 | 2023年10月 | 2023年10月 | 2023年10月 | 2023年10月 | 2023年10月 | 2023年10月 |
| 日期→项目↓          | 4日 （三） | 4日 （三） | 5日 （四） | 5日 （四） | 6日 （五） | 6日 （五） | 7日 （六） | 7日 （六） |
| ------------------- | ---------- | ---------- | ---------- | ---------- | ---------- | ---------- | ---------- | ---------- |
| 男子自由式57公斤级  |            |            |            |            | P          | F          |            |            |
| 男子自由式65公斤级  |            |            |            |            | P          | F          |            |            |
| 男子自由式74公斤级  |            |            |            |            |            |            | P          | F          |
| 男子自由式86公斤级  |            |            |            |            |            |            | P          | F          |
| 男子自由式97公斤级  |            |            |            |            |            |            | P          | F          |
| 男子自由式125公斤级 |            |            |            |            |            |            | P          | F          |
| 男子古典式60公斤级  | P          | F          |            |            |            |            |            |            |
| 男子古典式67公斤级  | P          | F          |            |            |            |            |            |            |
| 男子古典式77公斤级  | P          | F          |            |            |            |            |            |            |
| 男子古典式87公斤级  | P          | F          |            |            |            |            |            |            |
| 男子古典式97公斤级  |            |            | P          | F          |            |            |            |            |
| 男子古典式130公斤级 |            |            | P          | F          |            |            |            |            |
| 女子自由式50公斤级  |            |            | P          | F          |            |            |            |            |
| 女子自由式53公斤级  |            |            | P          | F          |            |            |            |            |
| 女子自由式57公斤级  |            |            | P          | F          |            |            |            |            |
| 女子自由式62公斤级  |            |            |            |            | P          | F          |            |            |
| 女子自由式68公斤级  |            |            |            |            | P          | F          |            |            |
| 女子自由式76公斤级  |            |            |            |            | P          | F          |            |            |

## 参赛代表团
共有29个代表团获得摔跤项目的参赛资格：
- 阿富汗（3）
- 巴林（4）
- 柬埔寨（14）
- 中国（18）
- 中华台北（5）
- 印度（18）
- 印度尼西亚（6）
- 伊朗（12）
- 日本（18）
- （18）
- 科威特（1）
- （15）
- 老挝（1）
- 蒙古（12）
- 尼泊尔（4）
- 朝鲜（8）
- 巴基斯坦（4）
- 巴勒斯坦（1）
- 菲律宾（3）
- 新加坡（3）
- 韩国（18）
- 斯里兰卡（1）
- 叙利亚（2）
- （9）
- 泰国（11）
- （9）
- （18）
- 越南（10）
- 也门（1）

## 獎牌榜
*   主办国家/地区（中国）
| 排名                 | 代表团               | 金牌 | 銀牌 | 銅牌 | 总计 |
| -------------------- | -------------------- | ---- | ---- | ---- | ---- |
| 1                    | 伊朗                 | 5    | 4    | 1    | 10   |
| 2                    | 日本                 | 5    | 3    | 4    | 12   |
| 3                    |                      | 3    | 1    | 4    | 8    |
| 4                    | 中国*                | 1    | 3    | 6    | 10   |
| 5                    | 朝鲜                 | 1    | 3    | 3    | 7    |
| 6                    | 蒙古                 | 1    | 1    | 3    | 5    |
| 7                    |                      | 1    | 0    | 5    | 6    |
| 8                    | 巴林                 | 1    | 0    | 0    | 1    |
| 9                    |                      | 0    | 2    | 2    | 4    |
| 10                   | 印度                 | 0    | 1    | 5    | 6    |
| 11                   | 韩国                 | 0    | 0    | 2    | 2    |
| 12                   |                      | 0    | 0    | 1    | 1    |
| 总计（共12个代表团） | 总计（共12个代表团） | 18   | 18   | 36   | 72   |

## 奖牌得主

### 男子自由式
| 項目      | 金牌                              | 银牌                                  | 铜牌                                |
| 57公斤級  | 长谷川敏裕 · 日本（JPN）          | Han Chong-song · 朝鲜（PRK）          | Nasanbuyan Narmandakh · 蒙古（MGL） |
| 57公斤級  | 长谷川敏裕 · 日本（JPN）          | Han Chong-song · 朝鲜（PRK）          | 阿曼·塞赫拉瓦特 · 印度（IND）       |
| 65公斤級  | 图穆-奥其尔·图勒嘎 · 蒙古（MGL）  | 拉赫曼·阿穆扎德 · 伊朗（IRI）         | Kim Kwang-jin · 朝鲜（PRK）         |
| 65公斤級  | 图穆-奥其尔·图勒嘎 · 蒙古（MGL）  | 拉赫曼·阿穆扎德 · 伊朗（IRI）         | 山口海辉 · 日本（JPN）              |
| 74公斤級  | Younes Emami · 伊朗（IRI）        | 木下贵轮 · 日本（JPN）                | Orozbek Toktomambetov · （KGZ）     |
| 74公斤級  | Younes Emami · 伊朗（IRI）        | 木下贵轮 · 日本（JPN）                | 别克佐德·阿布杜拉赫莫诺夫 · （UZB） |
| 86公斤級  | 哈桑·雅茲丹尼 · 伊朗（IRI）       | Deepak Punia · 印度（IND）            | 贾夫赖尔·沙皮耶夫 · （UZB）         |
| 86公斤級  | 哈桑·雅茲丹尼 · 伊朗（IRI）       | Deepak Punia · 印度（IND）            | Döwletmyrat Orazgylyjow · （TKM）   |
| 97公斤級  | 艾哈迈德·塔茹季诺夫 · 巴林（BRN） | Mojtaba Goleij · 伊朗（IRI）          | 哈比拉·阿吾萨衣满 · 中国（CHN）     |
| 97公斤級  | 艾哈迈德·塔茹季诺夫 · 巴林（BRN） | Mojtaba Goleij · 伊朗（IRI）          | Ganbaataryn Gankhuyag · 蒙古（MGL） |
| 125公斤級 | 阿米尔·侯赛因·扎雷 · 伊朗（IRI）  | 蒙赫图尔·勒哈格瓦格雷勒 · 蒙古（MGL） | 艾阿尔·拉扎列夫 · （KGZ）           |
| 125公斤級 | 阿米尔·侯赛因·扎雷 · 伊朗（IRI）  | 蒙赫图尔·勒哈格瓦格雷勒 · 蒙古（MGL） | 佈和额尔敦 · 中国（CHN）            |

### 男子古典式
| 項目      | 金牌                               | 银牌                             | 铜牌                               |
| 60公斤級  | 若拉曼·沙尔申别科夫 · （KGZ）      | 铃木绚大 · 日本（JPN）           | Chung Han-jae · 韩国（KOR）        |
| 60公斤級  | 若拉曼·沙尔申别科夫 · （KGZ）      | 铃木绚大 · 日本（JPN）           | 李世雄 · 朝鲜（PRK）               |
| 67公斤級  | 远藤功章 · 日本（JPN）             | Meirzhan Shermakhanbet · （KAZ） | Seyed Danial Sohrabi · 伊朗（IRN） |
| 67公斤級  | 远藤功章 · 日本（JPN）             | Meirzhan Shermakhanbet · （KAZ） | Razzak Beishekeev · （KGZ）        |
| 77公斤級  | 阿克若勒·马赫穆多夫 · （KGZ）      | Amin Kavianinejad · 伊朗（IRN）  | Azat Sadykov · （KAZ）             |
| 77公斤級  | 阿克若勒·马赫穆多夫 · （KGZ）      | Amin Kavianinejad · 伊朗（IRN）  | 刘瑞 · 中国（CHN）                 |
| 87公斤級  | 贾尔加斯拜·别尔季穆托夫 · （UZB）  | Nasser Alizadeh · 伊朗（IRN）    | Sunil Kumar · 印度（IND）          |
| 87公斤級  | 贾尔加斯拜·别尔季穆托夫 · （UZB）  | Nasser Alizadeh · 伊朗（IRN）    | 角雅人 · 日本（JPN）               |
| 97公斤級  | 穆罕默德·哈迪·萨拉维 · 伊朗（IRN） | 李一鸣 · 中国（CHN）             | 鲁斯塔姆·阿萨卡洛夫 · （UZB）      |
| 97公斤級  | 穆罕默德·哈迪·萨拉维 · 伊朗（IRN） | 李一鸣 · 中国（CHN）             | 鹤田峻大 · 日本（JPN）             |
| 130公斤級 | 阿明·米尔扎扎德 · 伊朗（IRN）      | 孟令哲 · 中国（CHN）             | 金民石 · 韩国（KOR）               |
| 130公斤級 | 阿明·米尔扎扎德 · 伊朗（IRN）      | 孟令哲 · 中国（CHN）             | Alimkhan Syzdykov · （KAZ）        |

### 女子自由式
| 項目     | 金牌                         | 银牌                           | 铜牌                                |
| 50公斤級 | 吉元玲美那 · 日本（JPN）     | 金鲜香 · 朝鲜（PRK）           | Aktenge Keunimjaeva · （UZB）       |
| 50公斤級 | 吉元玲美那 · 日本（JPN）     | 金鲜香 · 朝鲜（PRK）           | 朱江 · 中国（CHN）                  |
| 53公斤級 | 藤波朱理 · 日本（JPN）       | 庞倩玉 · 中国（CHN）           | 安蒂姆·彭格尔 · 印度（IND）         |
| 53公斤級 | 藤波朱理 · 日本（JPN）       | 庞倩玉 · 中国（CHN）           | 催孝京 · 朝鲜（PRK）                |
| 57公斤級 | 樱井津久美 · 日本（JPN）     | Jong In-sun · 朝鲜（PRK）      | 洪可新 · 中国（CHN）                |
| 57公斤級 | 樱井津久美 · 日本（JPN）     | Jong In-sun · 朝鲜（PRK）      | Laylokhon Sobirova · （UZB）        |
| 62公斤級 | Mun Hyong-yong · 朝鲜（PRK） | 尾崎野乃香 · 日本（JPN）       | 索娜姆·马利克 · 印度（IND）         |
| 62公斤級 | Mun Hyong-yong · 朝鲜（PRK） | 尾崎野乃香 · 日本（JPN）       | 艾苏卢·特尼别科娃 · （KGZ）         |
| 68公斤級 | 周凤 · 中国（CHN）           | Nurzat Nurzaeva · （KGZ）      | 松雪成叶 · 日本（JPN）              |
| 68公斤級 | 周凤 · 中国（CHN）           | Nurzat Nurzaeva · （KGZ）      | Delgermaa Enkhsaikhan · 蒙古（MGL） |
| 76公斤級 | 艾佩丽·梅杰特·克济 · （KGZ） | Zhamila Bakbergenova · （KAZ） | 王娟 · 中国（CHN）                  |
| 76公斤級 | 艾佩丽·梅杰特·克济 · （KGZ） | Zhamila Bakbergenova · （KAZ） | Kiran Bishnoi · 印度（IND）         |

## 外部連結
- 官方成绩册（页面存档备份，存于）